# Mary Abbott
Mary Abbott (Salem, Massachusetts, 17 octobre 1857 - Miami, Floride, 9 février 1904) est une romancière et une golfeuse américaine. 
Elle écrit notamment le roman Alexia, publié en 1889,.
En 1900, lors d'un voyage à Paris pour l'élaboration d'un guide de voyage, elle participe, avec sa fille Margaret Abbott,  à un tournoi de golf sur le parcours de Compiègne, sans savoir que cette compétition s'inscrit dans le programme des Jeux olympiques de Paris. Elle se place en 7e position, sa fille remportant le tournoi et devenant ainsi la première Américaine à remporter une compétition olympique,.